# Le Cavaleur
Le Cavaleur is een Franse film van Philippe de Broca die werd uitgebracht in 1979.

## Samenvatting
Pianiovirtuoos Edouard Choiseul is een gehuwde man van middelbare leeftijd. Hij is een onverbeterlijke rokkenjager die nooit echt volwassen is geworden. Om zijn groot ego te bevredigen is hij altijd maar op zoek naar bevestiging, wat zich vooral uit in het verleiden van vrouwen.
Hij heeft nochtans een pracht van een vrouw. Ook de andere vrouwen in zijn leven vallen erg mee: een sympathieke ex-vrouw, een pittige minnares en een plichtbewuste publiciteitsagente. Hij heeft ook toffe kinderen en hij heeft een geslaagde carrière uitgebouwd. 
Toch voelt Edouard zich niet gelukkig en gaat hij nogal laatdunkend om met zijn omgeving. 
Op een dag dreigt zijn vrouw ermee hem te laten zitten en dreigt hij zonder vrouwelijk gezelschap te vallen. 

## Rolverdeling
| Acteur            | Personage                  |
| ----------------- | -------------------------- |
| Jean Rochefort    | Édouard Choiseul           |
| Nicole Garcia     | Marie-France               |
| Annie Girardot    | Lucienne                   |
| Lucienne Legrand  | de moeder van Marie-France |
| Danielle Darrieux | Suzanne Taylor             |
| Catherine Alric   | Muriel Picoche             |
| Carol Lixon       | Pompon                     |
| Jean Desailly     | Charles-Edmond             |
| Lila Kedrova      | Olga                       |
| Philippe Castelli | Marcel                     |
| Dominique Probst  | de dirigent                |